# Pancho Barnes
Pancho Barnes (születési nevén Florence Leontine Lowe) (Pasadena, Kalifornia, 1901. július 22. – Boron, Kalifornia, 1975. március 30.) amerikai pilótanő, tesztpilóta, színész. Élete során négyszer ment férjhez, a Barnes nevet első férje után, Reverend C. Rankin Barnes után vette fel és ezen a néven híresült is el. Színészként amerikai repülős filmekben játszott, szerepei során megtapasztalta, hogy milyen veszélyes ez a szakma, ezért harcosan kiállt a filmekben szereplő pilóták biztonságáért, megalapítva az első film kaszkadőr pilóta szakszervezetet.

## Élete
Florence Leontine Lowe néven született 1901-ben a kaliforniai Pasadenában, Thaddeus Lowe és Florence May Dobbins gyermekeként. Édesapja nagy sportember volt, aki korán rászoktatta a sportolásra, így hamar megtanult lovagolni. A repülés szeretetét nagyapja Thaddeus S. C. Lowe ültette bele, aki az amerikai repüléstörténet úttörő egyénisége volt. 18 éves korában Florence feleségül ment C. Rankin Barnes lelkészhez és néhány év múlva gyermeket szült neki.  A lelkészférj melletti élet azonban nem volt számára elég eseménydús, ezért 1928-ban egy rövidebb időszakra elhagyta családját és Mexikóba utazott egy teherhajó fedélzetén. Férfi ruhában járta barátaival a mexikói vidékeket 4 hónapon keresztül, ekkor ragadt rá a „Pancho” becenév is. Még ebben az évben visszatért San Marinóba és repülő leckéket vett az unokatestvérétől Dean Bankstól, de végül Ben Caitlin világháborús veterán tanította meg repülőgépet vezetni. Mindössze 6 óra oktatás után önállóan szállt fel Travelair kétfedelű gépével. Személyiségére jellemző volt a mókázás, bohóckodás, de emellett nagy hangsúlyt fektetett a szakértelemre és a biztonságos repülésre. 1930-ban megdöntötte a Női Repülő Derby addigi női gyorsasági rekordját 315,7 km/h-val, amit addig Amelia Earhart tartott 291 km/h sebességgel. 1931-től amerikai filmekben vállalt repülős szerepeket.